# 腺花滇紫草
腺花滇紫草（学名：Onosma adenopus）为紫草科滇紫草属的植物，是中国的特有植物。分布于中国大陆的四川、西藏等地，生长于海拔2,800米至3,500米的地区，多生长在空旷荒芜山坡或干旱河谷阶地，目前尚未由人工引种栽培。